# Quint Sexti (militar)
Quint Sexti (llatí: Quintus Sextius) va ser un militar romà del segle i aC. Formava part de la gens Sèxtia, una gens romana d'origen plebeu.
Va ser un dels conspiradors contra Quint Cassi Longí, el qüestor de la Hispània Ulterior l'any 48 aC. Quan la conspiració va ser derrotada, Sexti, fet presoner, hauria estat condemnat a mort, però va comprar la seva vida oferint diners a Longí. Valeri Màxim l'anomena Quint Sili (Quintus Silius).